# رودريك مارتن (عالم اجتماع)
رودريك مارتن (بالإنجليزية: Roderick Martin) هو عالم اجتماع بريطاني، ولد في 18 أكتوبر 1940.